# Karl Ree
Karl Ree (* 30. November 1881; † 30. November 1941) war ein estnischer Fußball- und Eishockeyspieler.
Ree spielte im Jahr 1920 sein einziges Länderspiel für die Estnische Fußballnationalmannschaft gegen Finnland im Töölön Pallokenttä von Helsinki. In der 46. Minute wurde er ausgewechselt. Es war zugleich das erste Länderspiel in der Geschichte des estnischen Fußballverbandes. Estland verlor mit 0:6 Toren.
1927 wurde Ree mit dem Tallinna Hokiklubi estnischer Meister im Eishockey. Im selben Jahr wurde er mit der Fußballmannschaft des Tallinna Jalgpalli Klubi zweiter in der estnischen Meisterschaft.